# Guy Lafitte

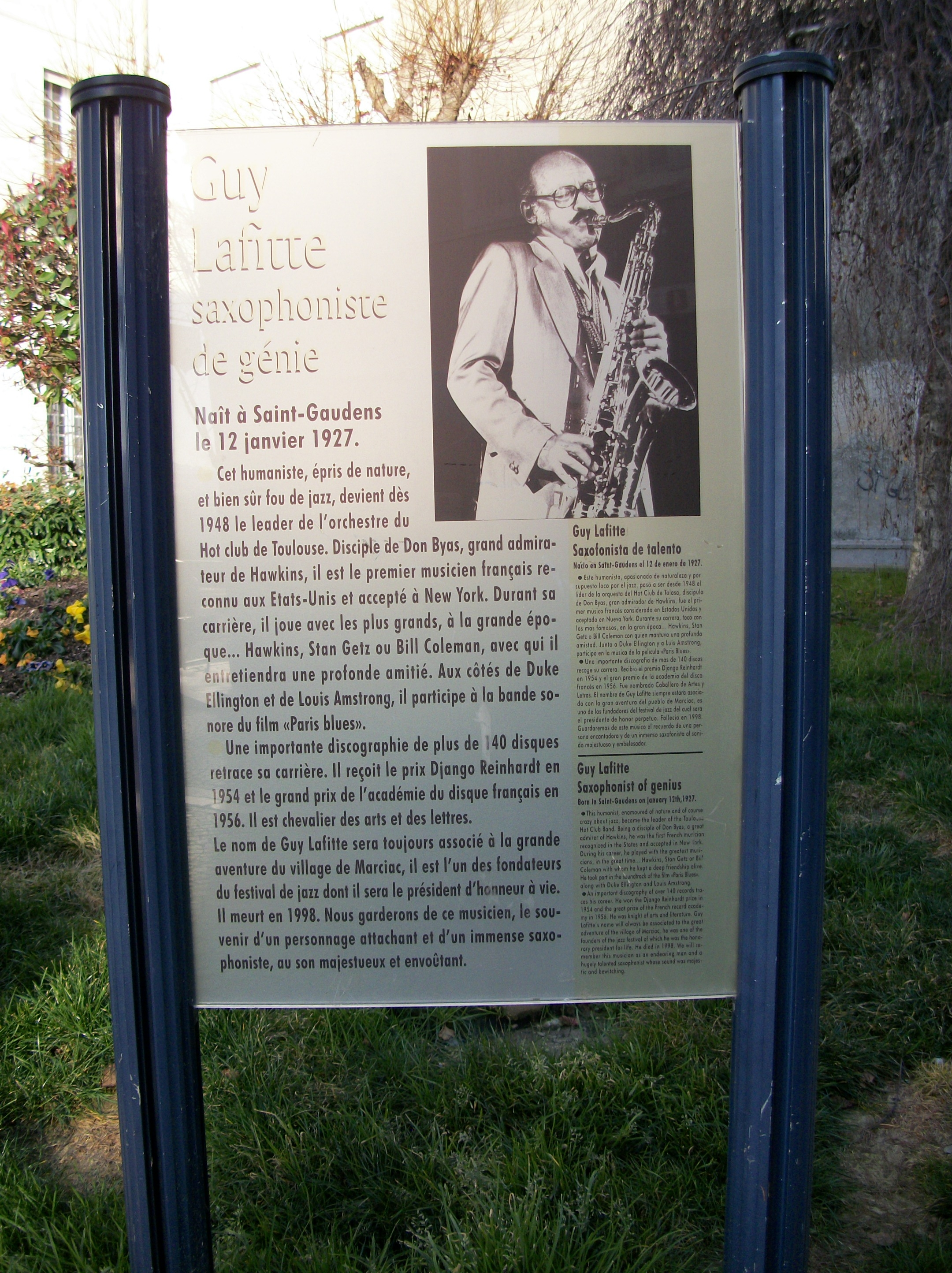
Plakat zur Erinnerung an Guy Lafitte in Saint-Gaudens

Guy Denis Ferdinand Lafitte (* 12. Januar 1927 in Saint-Gaudens, Frankreich; † 10. Juni 1998 in Simorre) war ein französischer Jazzmusiker (Tenorsaxophonist, zunächst Klarinettist). Er gehört zu den bekanntesten Vertretern des französischen Swing und Mainstream Jazz der Nachkriegs-Ära in der Tradition von Coleman Hawkins. Außerdem verarbeitete Lafitte Einflüsse von Paul Gonsalves, Don Byas und Sonny Rollins.

## Leben und Wirken
Lafitte brachte sich als Jugendlicher autodidaktisch das Klarinettespielen bei. Nach seinem Klarinettenstudium wurde er 1945 Profimusiker, begleitete 1947 Michel Warlop und leitete bis 1948 den Hot Club de Toulouse. Lafitte wechselte schließlich zum Tenorsaxophon. Er spielte dann auf den Europatourneen amerikanischer Musiker wie dem Bluessänger Big Bill Broonzy (1950), Mezz Mezzrow (1951), Bill Coleman und Dickie Wells (1952). Mit Coleman spielte er auch später immer wieder zusammen.
In Paris spielte er um 1955 mit Lionel Hampton, Lucky Thompson, Buck Clayton und Emmett Berry. Ab 1956 leitete er eigene Ensembles wie das Paris Jazz Trio, dem Christian Garros und Georges Arvanitas, ab 1960 Franco Manzecchi und René Urtreger angehörten – ganz im Stile des legendären Dreiergespanns Lester Young – Buddy Rich – Nat King Cole. Mit Louis Armstrong und Duke Ellington wirkte er 1961 an der Musik zum Film Paris Blues mit. Lafitte nahm mit eigenen Bands bis 1993 Alben auf, spielte aber nochmals beim Montreux Jazz Festival 1973 mit Bill Coleman sowie im Jahr 1985 mit Wild Bill Davis Platten ein. 
Kurz vor seinem Tode 1998 entstand noch die Platte Trio Europa, auf der Lafitte den Bassisten Pierre Boussaguet begleitete: Es enthält zwei beeindruckende Soli des Saxophonisten und die Rezitation eines kurzen Gedichtes, ein Tribut an seinen Freund Johnny Griffin. Wynton Marsalis widmet ihm nach seinem Tode eine Komposition mit dem schlichten Titel Guy Lafitte.
1955 erhielt er den ersten Prix Django Reinhardt.

## Werke

### Ausgewählte Diskographie als Leader
- 1954 - Blue And Sentimental (Emarcy) mit Peanuts Holland, Raymond Fol, Jean-Claude Pelletier, Géo Daly
- 1957 - Les Classiques de Jazz (Columbia) mit André Persiany (p), Paul Rovere (b), Teddy Martin (dr)
- 1962 - Jazz Stars Series (Columbia) mit Nat Peck, Dominique Chanson, Martial Solal, Raymond Fol, Gilbert Rovère, Franco Manzecchi
- 1978 - Corps Et Ame (Black & Blue) mit Hank Jones, George Duvivier, J. C. Heard
- 1983 - Three Men on a Beat (Black & Blue) mit Wild Bill Davis, Alvin Queen
- 1983 - Lotus Blossom (Black & Blue) mit Wild Bill Davis, Clyde Lucas
- 1990 - The Things We Did Last Summer (Black & Blue) mit Jacky Terrasson, Pierre Boussaguet, Al Levitt

### Ausgewählte Diskographie als Sideman
- Arnett Cobb Quintet: Live! (Black & Blue, 1980)
- Bill Coleman Quintett mit Guy Lafitte: Lions Abroad Vol. 3 - A Lion in Paris (Black Lion, 1973) Bill Coleman - Ben Webster - Guy Lafitte (Jazz Colours, 1973)
- Lionel Hampton: Paris Session 1956 (EMI)
- Peanuts Holland Sextet: Jazz In Paris: Peanuts Holland - Buck Clayton - Charlie Singleton (Emarcy, 1954)
- Sammy Price Quintet: Le Jazz En France - Vol. 14 - Boogie Woogie A La Parisienne (Pathe, 1956)
- Lucky Thompson Sextet: Lucky Thompson (Swing, 1956)
- Pierre Boussaguet: Trio Europa (Emarcy, 1998)

### Buchveröffentlichungen
- Guy Lafitte Comme si c'était le printemps  Art Media Editions, 2003; ISBN 2-914002-06-8 (enthält auch eine vollständige Diskographie)